# کراسنویه (استان آمور)
کراسنویه (به لاتین: Krasnoye) یک منطقهٔ مسکونی در روسیه است که در استان آمور واقع شده‌است.